# Я знову тебе кохаю
«Я знову тебе кохаю» (тур. Aşk Yeniden) — турецька романтична комедія, створена Süreç Film. Прем'єра відбулася 10 лютого 2015 року. В Україні прем'єра відбулася 20 листопада 2017 року на 1+1.

## Сюжет
Зейнеп - свавільна і смілива дівчина. Одного разу вона зустрічає хлопця на ім'я Ертан і закохується в нього. Зейнеп кидає виклик усім і тікає до США разом з коханим. Вони щасливі, але це щастя триває до тих пір, поки Зейнеп не дізнається, що вагітна. Ертан не хоче дитини і просить дівчину зробити аборт. Та відмовляється, тому він її кидає. 
Зейнеп з новонародженим вирішує повернутися до Туреччини. У літаку вона зустрічає Фатіха. Отже,
Зейнеп –  залишила всю свою родину, втекла до Америки, а після того, повернулася до Туреччини зі своїми розчаруваннями та дитиною. З іншого боку, Фатіх, який поїхав до Америки на навчання, був розчарований і  повернувся у свою країну. 
Фатіх — єдиний син у глибоко вкоріненій і заможній родині на прізвище Шекерджизаде. З цієї причини його мати Мукаддес виховувала сина з великою турботою та дисципліною, і навіть дівчину, яку вона збиралася видати за нього заміж, обрали коли їй було лише 6 років. Її звати Ірем, вона дуже закохана в Фатіха, але той її не кохає. Саме тому він і поїхав до Сполучених Штатів, щоб відкласти свій шлюб під приводом навчання, там закохався в дівчину і зробив їй пропозицію, але відповідь була "ні", тому він вирішує повернутися і зустрічає іншу безпорадну пасажирку, Зейнеп.
Фатіх пропонує Зейнеп гру у "родину". Спочатку гра матиме сенс для них обох, вона поставить їх та їхні родини в дуже смішну, цікаву та  складну ситуацію, але в цій грі Зейнеп і Фатіх знайдуть справжнє кохання і гра перестане бути грою.

## Актори
| Ім'я актора      | Персонаж              |
| Озге Озпірінчджі | Зейнеп Ташкин         |
| Бугра Гульсой    | Фатіх Шекерджизаде    |
| Нілай Деніз      | Селін Шекерджизаде    |
| Джан Сіпахі      | Орхан Гюнай           |
| Тамер Левент     | Шевкет Ташкин         |
| Тюлін Орал       | Гюльсум Шекерджизаде  |
| Лале Башар       | Мукаддес Шекерджизаде |

## Український дубляж
Українською мовою серіал дубльовано студією «1+1» у 2017—2018 роках.

## Сезони
| Сезон          | Серії | Перший показ    | Останій показ  | Телеканал |
| -------------- | ----- | --------------- | -------------- | --------- |
| Сезон 1 (2015) | 1-19  | 10 лютого 2015  | 16 червня 2015 | FOX       |
| Сезон 2 (2015) | 2-40  | 15 вересня 2015 | 14 червня 2016 | FOX       |

## Трансляція в Україні
- З 20 листопада 2017 по 2 березня 2018 року на телеканалі 1+1, у будні о 15:45 по одній серії. Телеканал показав перший сезон.

## Нагороди
| Рік      | Премія                       | Категорія                   | Номінант                        | Результат |
| -------- | ---------------------------- | --------------------------- | ------------------------------- | --------- |
| 2015 рік | 42. Премія «Золотий метелик» | Найкращий серіал            | Я знову тебе кохаю              | Номінація |
| 2015 рік | 42. Премія «Золотий метелик» | Найкращий комедійний серіал | Я знову тебе кохаю              | Номінація |
| 2015 рік | 42. Премія «Золотий метелик» | Найкраща комедійна акторка  | Озге Озпірінчджі                | Перемога  |
| 2015 рік | 42. Премія «Золотий метелик» | Найкращий комедійний актор  | Бугра Гульсой                   | Номінація |
| 2015 рік | 42. Премія «Золотий метелик» | Найкраща пара               | Озге Озпірінчджі, Бугра Гульсой | Номінація |
| 2015 рік | 42. Премія «Золотий метелик» | Найкращий сценарій          | Я знову тебе кохаю              | Номінація |